# Chi Ô rô bà
Chi Ô rô bà (danh pháp khoa học: Aucuba) là một chi chứa khoảng 3-10 loài, hiện nay được hệ thống APG III đặt trong họ Garryaceae, mặc dù trước đây nó được phân loại trong họ của chính nó là Aucubaceae hay trong họ Cornaceae. Các loài Aucuba là bản địa của khu vực Đông Á, từ phía đông dãy núi Himalaya kéo dài về phía dông tới Nhật Bản. Tên gọi khoa học của chi này là sự La tinh hóa tên gọi trong tiếng Nhật Aokiba.
Chúng là cây bụi hay cây gỗ nhỏ thường xanh, cao 2–13 m, với bề ngoài tương tự như các loài nguyệt quế trong chi Laurus, với các lá bóng, dai như da. Các loài này có lá mọc đối, hình mác rộng bản, dài 8–25 cm và rộng 2–7 cm, với một vài khía răng cưa lớn ở mép lá gần với phần đầu phiến lá. Các loài cây này là đơn tính khác gốc, nghĩa là có các cây đực và cây cái riêng biệt. Các hoa nhỏ, đường kính 4–8 mm, với 4 cánh màu nâu ánh tía; mọc thành cụm gồm 10-30 hoa thành dạng xim hoa. Quả là quả mọng màu đỏ, đường kính 1 cm.

## Các loài
Theo truyền thống người ta công nhận 3 loài (A. chinensis, A. himalaica, A. japonica) và điều này được ghi nhận trong GRIN, nhưng gần đây Quần thực vật Trung Hoa công nhận tới 11 loài:
- Aucuba albopunctifolia. Hoa Nam. Cây bụi cao 2–6 m. Tại Trung Quốc gọi là ban diệp san hô.
- Aucuba cavinervis. Tại Trung Quốc gọi là ao mạch đào diệp san hô.
- Aucuba chinensis. Hoa Nam, Đài Loan, bắc Myanma, bắc Việt Nam. Cây bụi cao 3–6 m. Tại Trung Quốc gọi là đào diệp san hô, còn tại Việt Nam gọi là ô rô bà, ki bà.
- Aucuba chlorascens. Tây nam Trung Quốc (Vân Nam). Cây bụi cao tới 7 m. Tại Trung Quốc gọi là tế xỉ đào diệp san hô.
- Aucuba confertiflora. Tây nam Trung Quốc (Vân Nam). Cây bụi cao tới 4 m. Tại Trung Quốc gọi là mật hoa đào diệp san hô.
- Aucuba eriobotryifolia. Tây nam Trung Quốc (Vân Nam). Cây gỗ nhỏ cao tới 13 m. Tại Trung Quốc gọi là tì bà diệp san hô.
- Aucuba filicauda. Hoa Nam. Cây bụi cao tới 4 m. Tại Trung Quốc gọi là tiêm vĩ đào diệp san hô.
- Aucuba himalaica. Miền đông Himalaya, Hoa Nam, bắc Myanma. Cây gỗ nhỏ cao tới 8–10 m. Tại Trung Quốc gọi là hỉ mã lạp nhã san hô.
- Aucuba japonica. Miền nam Nhật Bản, miền nam Hàn Quốc, Đài Loan, đông nam Trung Quốc (Chiết Giang). Cây bụi cao tới 4 m. Tại Trung Quốc gọi là thanh mộc. Website của Trung tâm dữ liệu thực vật Việt Nam cho là loài Aucuba japonica có ở Việt Nam với danh pháp khác là Aucuba chinensis[4], nhưng điều này không được ghi nhận trong Quần thực vật Trung Hoa[5], mà loài được ghi nhận là Aucuba chinensis, là loài độc lập với loài kia trong các xử lý của cả GRIN lẫn Quần thực vật Trung Hoa[6].
- Aucuba obcordata. Hoa Nam. Cây bụi cao tới 4 m. Tại Trung Quốc gọi là đảo tâm diệp san hô.
- Aucuba robusta. Hoa Nam (Quảng Tây). Cây bụi. Tại Trung Quốc gọi là thô ngạnh đào diệp san hô.